# Oslomej
Oslomej (in macedone Осломеј?, in albanese Osllomeji) è un comune rurale della Repubblica di Macedonia di 10 405 abitanti (dati 2002). La sede comunale è nella località omonima

## Geografia fisica
Il comune confina con Makedonski Brod a est, con Vraneštica a sud, con Kičevo a sud-ovest, con Zajas a ovest e con Gostivar a nord.

## Storia
È stato unito nel 2013 al comune di Kičevo

## Società

### Evoluzione demografica
In base al censimento del 2002 la popolazione è così suddivisa dal punto di vista etnico:
- Albanesi = 10 400
- Macedoni = 10
- Altri = 10

## Località
Il comune è formato dall'insieme delle seguenti località:
- Arangel
- Berikovo
- Crvivci
- Garani
- Jagol
- Jagol Dolenci
- Novo Selo
- Oslomej (sede comunale)
- Papradište
- Popovjani
- Premka
- Srbica
- Strelci
- Tuin
- Žubrino
- Šutovo